# It's Just a Game
"It's Just a Game" (tradução portuguesa: "Isto é apenas um jogo") foi a canção que representou a Noruega no Festival Eurovisão da Canção 1973, interpretada em inglês e em francês - com alguns versos em outras línguas: castelhano, italiano, neerlandês, alemão, irlandês, servo-croata, hebraico, finlandês, sueco e norueguês pela banda Bendik Singers (constituída por Anne Karine Strøm, Ellen Nikolaysen, Bjørn Kruse e Benny Kruse. Foi a quinta canção a ser interpretada na noite do festival, a seguir à canção alemã "Junger Tag", interpretada por Gitte e antes da canção monegasca "Un train qui part", interpretada por Marie. No final, terminou em sétimo lugar, tendo recebido um total de 89 pontos. 

## Ficha técnica
- Letrista: Bob Williams
- Compositor: Arne Bendiksen
- Orquestrador: Carsten Klouman

## Letra
Na canção vêm referida uma série de sugestões para uma mulher galanteadora, com os cantores todos de acordo que ela não deveria levar o assunto muito a sério e usar muitas peças de vestuário no processo, porque tudo não passa de um simples jogo. De referir que os vários membros desta banda participariam nos três anos seguintes no Festival Eurovisão da Canção representando a Noruega e cantando em inglês, mas todos obtiveram classificações modestas. 